# Perłołuska

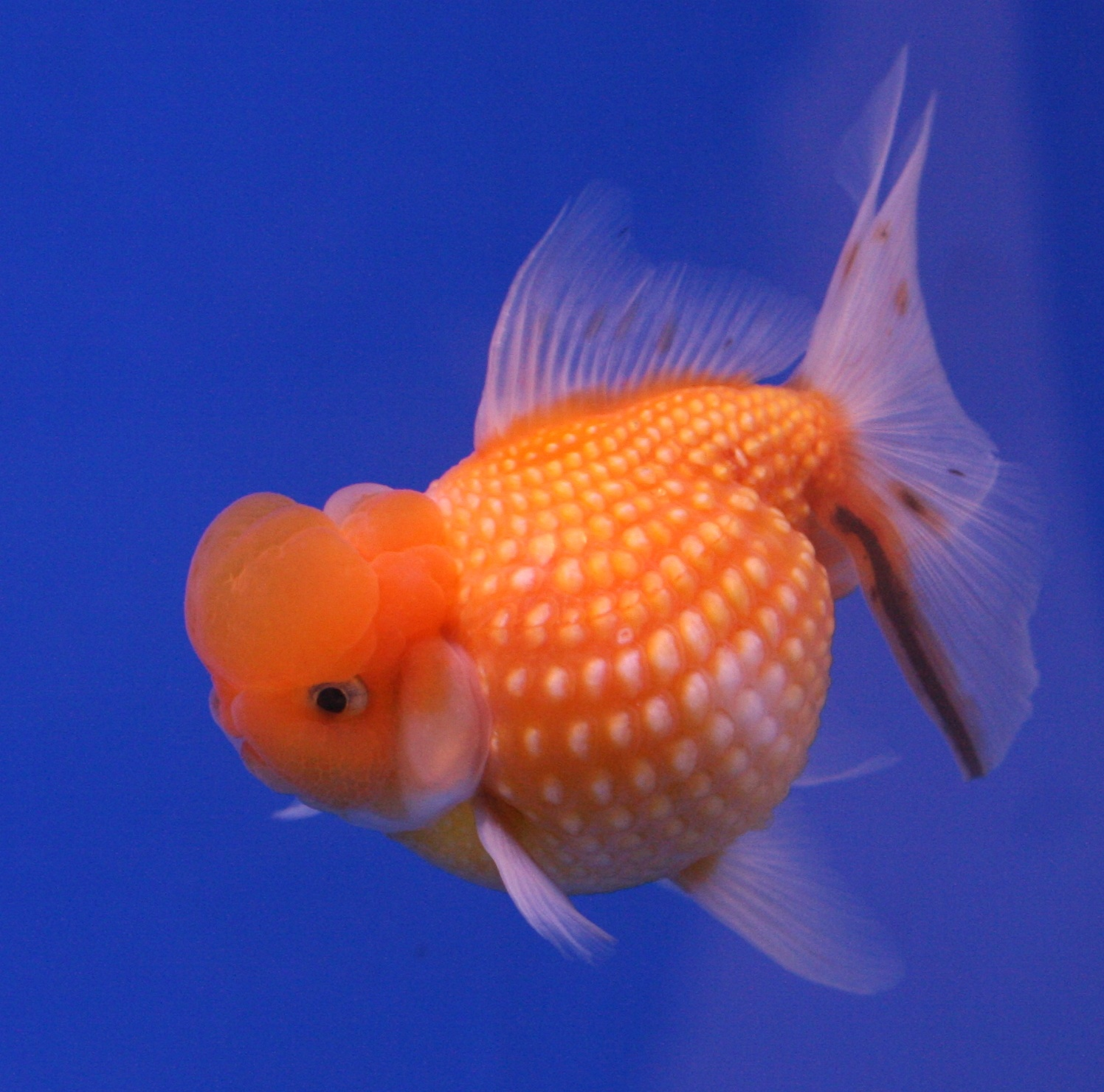

Perłołuska (ang. pearlscale) – odmiana hodowlana chińskiej populacji złotej rybki wywodzącej się od jednego z podgatunków karasia złocistego – carassius auratus auratus, w hodowli akwarystycznej popularnie zwanymi welonami.

## Opis
Krótkie ciało o owalnym kształcie. Głowa dość mała i lekko zaostrzona. Barwa różni się w zależności od kształtu łusek, które są oddzielone od siebie i przybierają kształt lekko wypukły. Najczęściej posiada łuski o opalizującym połysku w kolorze pomarańczowym lub czerwonym. Płetwy parzyste z wyjątkiem grzbietowej. Ogon podwójny o krótkim trzonie. 